# باسیل هیوارد
باسیل هیوارد (انگلیسی: Basil Hayward; ۷ آوریل ۱۹۲۸ – ۹ دسامبر ۱۹۸۹) بازیکن فوتبال اهل بریتانیا بود.
از باشگاه‌هایی که در آن بازی کرده‌است می‌توان به باشگاه فوتبال پورتسموث، باشگاه فوتبال پورت ویل، و باشگاه فوتبال یئوویل تاون اشاره کرد.